# Ліхтер

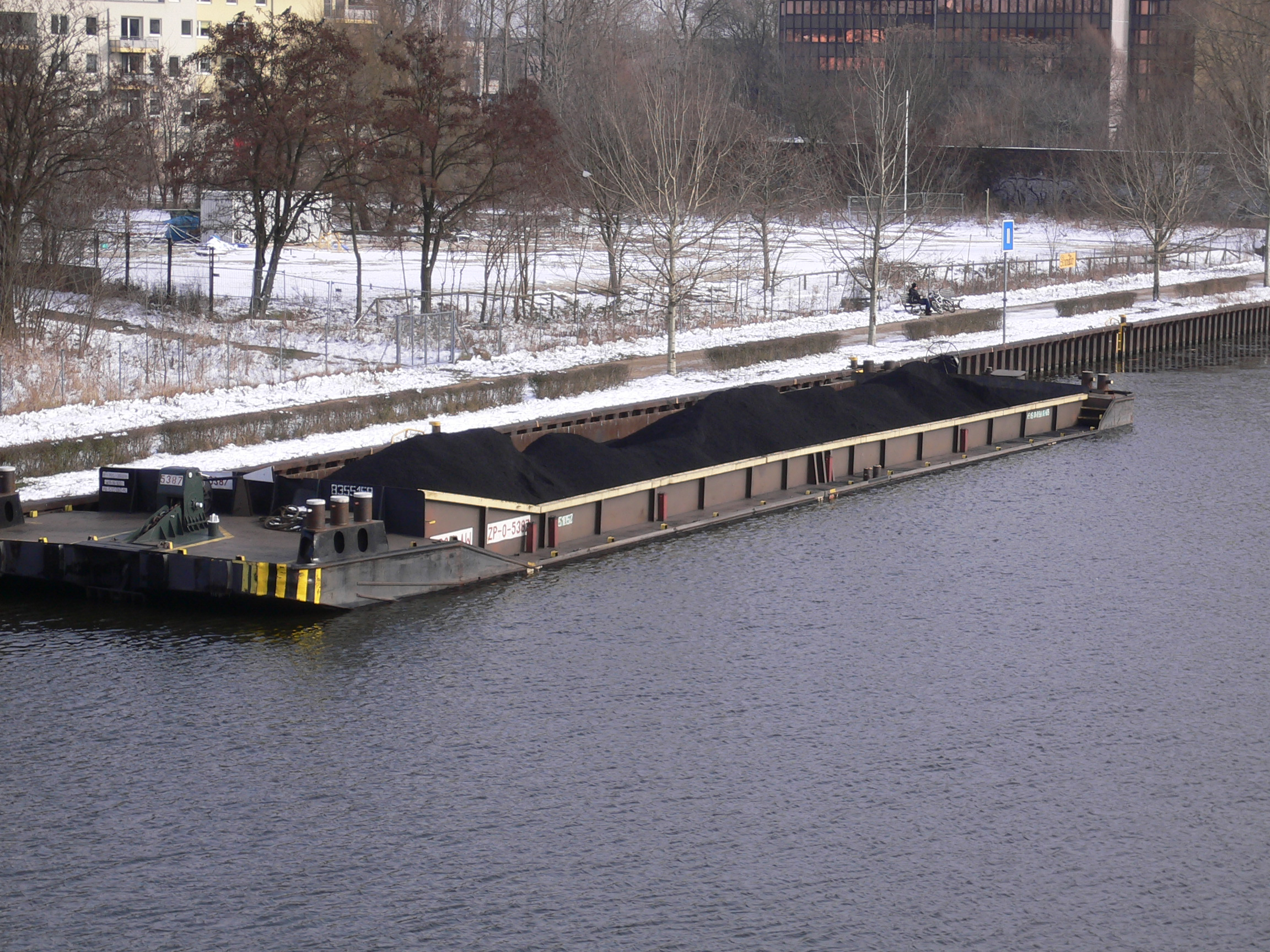

Лі́хтер (нід. lichter) — різновид баржі, вантажне несамохідне однотрюмне морське судно для перевезення вантажів за допомогою буксирів і для безпричальних вантажних операцій при навантаженні або розвантаженні на рейді суден, які не можуть зайти в порт з причини великої осадки та стати до причальної стінки.
В епоху вітрильного судноплавства — плоскодонне портове вітрильне вантажне судно.
Морські баржі (ліхтери) застосовуються для перевезення нафтовантажів на великі відстані, для рейдових операцій з навантаження і розвантаження танкерів із глибокою посадкою, які не можуть підійти безпосередньо до причалів берегової нафтобази, а також для каботажних перевезень нафтовантажів. Вони мають вантажопідйомність 10000 т і більше.
Вантажні трубопроводи та допоміжне обладнання у ліхтерів такі ж, як і у танкерів.
Річкові баржі застосовуються для перевезення нафтопродуктів внутрішніми водними шляхами. Тому їх корпус менш міцний, ніж у морських барж. Річкові баржі бувають самохідними й несамохідними, котрі переміщують за допомогою буксирів або штовхачів.
Їх виготовляють вантажопідйомністю від 100 до 12000 т. Незважаючи на різноманітність типів і розмірів, всі річкові баржі мають однакове розташування їх основних частин. Подібно танкеру їх внутрішня порожнина розбита поздовжніми й поперечними перебірками на окремі відсіки, кількість яких може досягати 50. Як правило, річкові баржі забезпечені перепускною вантажною системою з магістральним трубопроводом для зачищення відсіків після вивантаження баржі.
Самохідні річкові баржі застосовуються здебільшого для перевезення бензину і мають невеликі розміри порівняно з великими несамохідними баржами.